# Bolide
Pour les articles homonymes, voir Bolide (homonymie).

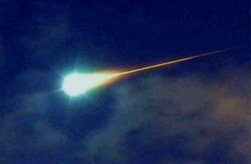
Un bolide avec sa trainée lumineuse.

En astronomie, un bolide est le phénomène lumineux provoqué par l'entrée dans l'atmosphère d'un corps céleste naturel solide extraterrestre (météoroïde) de plus ou moins grande taille. On parle de bolide lorsque la magnitude apparente du phénomène est inférieure à -4 lorsqu'il est observé à une distance d'environ 100 km. Contrairement aux étoiles filantes produites par de plus petits corps à une altitude comprise entre 70 et 120 km, le bolide reste visible jusqu'à une altitude de 20 à 30 kilomètres. Le météoroïde à l'origine du bolide a une taille comprise entre 1 cm et plusieurs dizaines de mètres. Le phénomène observé entre dans la catégorie des météores qui regroupe tout objet produisant une traînée lumineuse en pénétrant dans l'atmosphère terrestre. Les fragments du météoroïde parvenant au sol sont des météorites. 
Le phénomène lumineux observé est constitué d'un disque lumineux (dû, non pas à la combustion du solide, mais à l'émission du gaz atmosphérique violemment échauffé par compression) et d'une traînée lumineuse (formée par le sillage contenant, outre l'air, des espèces chimiques créées à partir de l'objet) visible jusque dans la stratosphère.

## Étymologie
Du grec βολίς / bolís, « objet qu’on lance ou qu’on jette » via le latin bolis, au génitif bolidis, « météore igné ayant la forme d'un trait » (la racine bol se retrouve dans parabole et hyperbole, etc.).

## Description
Un bolide est un corps extraterrestre, ou météoroïde qui pénètre dans l'atmosphère terrestre en émettant une luminosité intense – magnitude inférieure à -4 (plus brillant que le corps céleste le plus lumineux, hors soleil et lune, à savoir Vénus) lorsqu'il est observé à une distance de 100 km. L'Union astronomique internationale définit une sous-catégorie baptisée superbolide caractérisée par une magnitude apparente inférieure à -17 (plus la valeur absolue du nombre négatif est élevée, plus le phénomène est lumineux). Dans la classification utilisée couramment aux États-Unis, le bolide correspond au fireball (boule de feu) tandis que le bolide (en anglais) est une boule de feu caractérisée par une fragmentation accompagnée d'un flash lumineux.
Le phénomène lumineux accompagnant la rentrée d'un bolide se produit à moyenne altitude (entre 80 et 10 km) et a pour origine la compression de l'air qui s'échauffe jusqu'à des températures de plusieurs dizaines de milliers de degrés, s'ionise, et entraîne la formation d'une traînée lumineuse. Le météoroïde peut être un fragment de comète ou d'astéroïde. En fonction de sa dimension, de sa densité et de sa trajectoire, un objet extraterrestre pénétrera plus ou moins profondément l'atmosphère terrestre. En règle générale, plus l'objet est massif, plus sa progression sera importante et plus il sera brillant.
| Nom            | Masse               | Altitude  | Durée  |
| -------------- | ------------------- | --------- | ------ |
| Étoile filante | < 1 gramme          | 110-80 km | 1-2 s  |
| Bolide         | ordre du kilogramme | 80-50 km  | 2-5 s  |
| Bolide         | de 0,5 à 10 tonnes  | 80-13 km  | 5-40 s |

Un météoroïde qui survit à sa rentrée dans l'atmosphère peut soit en ressortir et est appelé alors bolide rasant, soit atteindre le sol et les morceaux qui en subsistent sont alors baptisés météorites. Lors de la traversée, l'objet subit une ablation plus ou moins importante en fonction de la densité et de la nature de la matière le constituant. Les forces en action, au moment du ralentissement, tendent à faire éclater le rocher. Plus un corps est volumineux et plus il sera susceptible de se briser : généralement, cela se produit entre 70  et   90 kilomètres d'altitude, les bolides les plus massifs pouvant se fragmenter à 10 km d'altitude. Au moment de la fragmentation, la vitesse chute rapidement et le météore atteint la Terre ou, le plus souvent, se disperse en poussières dans l'atmosphère. Les fragments atteignant le sol deviennent autant de météorites. Moins de 500 pierres de la taille d'une balle de tennis atteignent tous les ans la surface terrestre.
La lumière émise par un bolide est produite par deux mécanismes différents : la roche en fusion et surtout l'écoulement du gaz qui l'entoure, portée à une température de plusieurs dizaines de milliers de degrés à cause de la compression. Au-dessus de 80 km d'altitude, l'atmosphère terrestre n'est pas assez dense pour s'opposer à l'entrée de corps de masse importante. En dessous, l'énergie thermique due aux frottements peut chauffer le bolide jusqu'à 4 000 K ; la matière constituant l'objet ou celles formées par réaction, généralement liquides, s'écoulent sur la surface. Une partie gazeuse est entraînée par l'écoulement.
Un bolide peut émettre une lumière de différentes couleurs, les témoins parlent de lumière allant du bleu au rouge. La couleur du météore dépend de la composition de sa matière et de l'air. Les météoroïdes sont composés de métaux tels que le silicium, le nickel, le fer, le magnésium et éventuellement de carbone, qui produisent différentes couleurs.
Les météores produisent aussi des sons. Généralement, le bruit est entendu au bout de plusieurs secondes, voire plusieurs minutes après l'observation visuelle. Ces sons correspondent à l'arrivée d'un « bang » supersonique analogue à celui d'un avion à réaction qui passe le mur du son. Si le météoroïde se fractionne (généralement entre 70  et   90 kilomètres d'altitude), chaque morceau émet sa propre onde de choc qui peut interférer avec les autres. Beaucoup d'observateurs disent avoir aussi entendu des sifflements, appelés sons électrophoniques, produits par des phénomènes non identifiés.

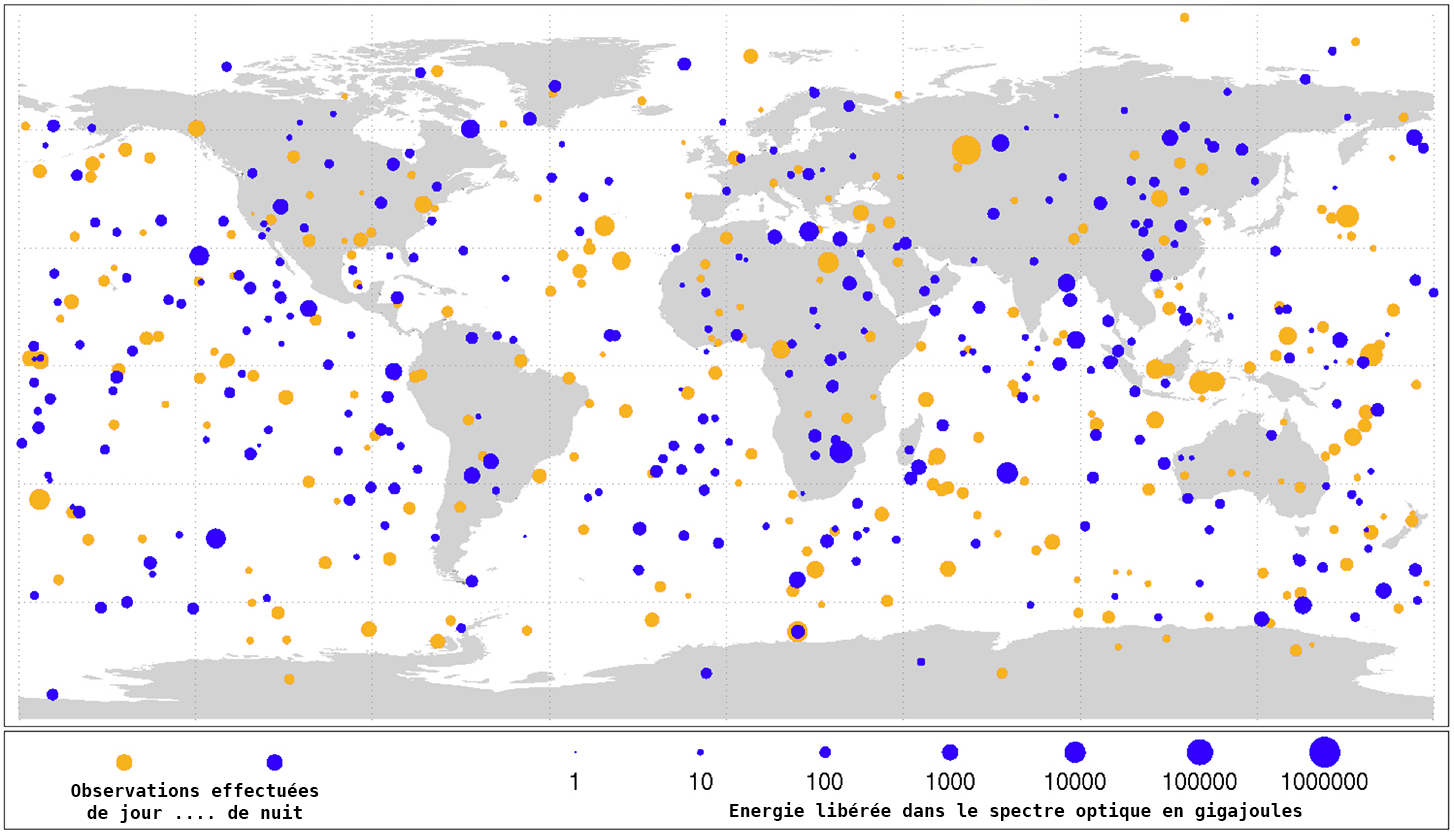
Carte des points d'impact des 556 plus gros bolides (environ 1 mètres de diamètre) observés entre 1994 et 2013 par la NASA dans le cadre de son programme Near Earth Object. Les points orange correspondent aux observations effectuées de jour et les points bleus de nuit. La taille des points est proportionnelle à l'énergie libérée évaluée à partir de l'émission optique, exprimée en milliards de joules (gigajoules). Les points les plus gros (1000000 GJ) ont libéré une énergie équivalente à 50 bombes atomiques Hiroshima.

## Observations des bolides: la chasse aux météorites
Plusieurs projets d'observation systématique des bolides ont été mis en place dans plusieurs pays dans le but de localiser d'éventuels météorites résultant de ces phénomènes. Ainsi un programme de surveillance et de chasse aux météorites a été initié dans les années 1950 par l'observatoire d'Ondřejov en République tchèque. Cet observatoire a acquis une réelle expertise dans ce domaine avec un réseau de cinq stations de photographie réparties sur le territoire. En 1968, le réseau a été étendu avec 15 nouvelles stations établies en Allemagne. Puis le réseau s'est élargi avec des stations installées en Belgique, au Luxembourg, en Suisse et en Autriche. Ce réseau étendu, actuellement riche de 34 vidéo-caméras, constitue l'European Fireball Network. Il est codirigé par le Centre Aérospatial Allemand et l'Observatoire d'Ondřejov. En Espagne, il existe le Spanish Photographic Meteor Network. En Grande-Bretagne, le UK Meteor Observation Network a enregistré un bolide le 20 avril 2016. En Australie, le Desert Fireball Network (DFN), mis en place par l'Université Curtin, a installé 32 caméras dans le désert et couvre un tiers du ciel australien. Pour la recherche des météorites, le DFN s'appuie sur un réseau de bénévoles intitulé Fireball in the Sky. Le DFN a pu détecter un bolide et récupérer une météorite en juillet 2007, peu après sa mise en service. Aux États-Unis, la NASA a mis en place le All Sky Fireball Network, puis le site Watch the Skies. L'American Meteor Society est une association de bénévoles qui se consacre à l'observation des météores et des bolides depuis 1911.
En France, un réseau d'observation de météores, géré par des amateurs BOAM (Base des Observateurs Amateurs de Météores), fonctionne depuis 2010 mais ne compte qu'une dizaine de caméras. Le réseau FRIPON avec ses 100 caméras couvre l'ensemble du territoire français et complète ainsi le réseau de surveillance du ciel européen. Ce projet a débuté en 2013 et a été inauguré le 28 mai 2016,,,.

## Événements observés

### Melun(France), le 17 juillet 1771
Le 17 juillet 1771, vers dix heures et demie du soir (heure de Paris), un météore fut observé dans le sud de l'Angleterre et dans une grande partie de la France, jusqu'à sa fragmentation à proximité de Melun.

#### Périmètre de l'observation
Le météore a pu être observé en Angleterre (observation transmise par Thomas Hornsby, professeur titulaire de la chaire savilienne d'astronomie de l'Université d'Oxford) depuis l'Oxfordshire, le Surrey et le Sussex, et, de ce côté-ci de la Manche, depuis la Basse-Normandie (Granville, Argentan, Évreux), la Haute-Normandie (Le Havre, Dieppe, Rouen), la Picardie (Amiens, Senlis, Compiègne), la Champagne (Sens, Reims, Mussy-sur-Seine, Joinville), l'Île-de-France (Paris, Corbeil, Melun), la Bourgogne (Auxerre, Semur-en-Auxois, Dijon), mais aussi à Laval, La Flèche, Tours, Limoges, Sarlat, Moulins, Lyon, Dole.
Le bruit du bolide a été entendu à Rouen, Évreux, Amiens, Senlis, Compiègne, Paris, Corbeil, Melun.

#### Lieu de la fragmentation terminale
Selon l'astronome Jean-Baptiste Le Roy, la fragmentation terminale du météore a eu lieu à une distance d'une lieue et demie de Melun, au nord-quart-nord-ouest (point de l’horizon qui est entre le nord et le nord-nord-ouest), entre Éprunes, lieu-dit de Réau, et Montereau-sur-le-Jard.

#### Caractéristiques du météore
D'après Le Roy, le météore était, lorsqu'on commença à l'apercevoir, à une altitude de plus de 41 076 toises, c'est-à-dire plus de 80 km. Au moment de sa fragmentation, le bolide était à une altitude évaluée à 18 300 toises, c'est-à-dire environ 35,7 km. 
L'astronome estime que le bolide a parcouru plus de 70 lieues de 2 500 toises, c'est-à-dire 340 km, en moins de dix secondes, soit une vitesse supérieure à 34 km/s.
D'après son confrère Jérôme de Lalande, « le globe de feu était plus gros et plus brillant en apparence que la lune dans son plein », ce qui donnerait une magnitude apparente inférieure à -12,6.
Aucune arrivée de météorite au sol n'a été enregistrée, le bolide semble s'être totalement désintégré dans l'atmosphère.
Le bolide de Melun figure parmi les exemples cités dans l'ouvrage fondateur sur l'origine extraterrestre des météores publié en 1794 par Chladni.

### Quenngouck (Indes orientales), le 27 décembre 1857
Le 27 décembre 1857, la fragmentation d'un bolide fut observée dans les Indes orientales. Une gravure figure dans l'ouvrage le Ciel d'Adémée Guillemin paru aux éditions Hachette. L'événement est aussi relaté dans plusieurs ouvrages de vulgarisation scientifique de l'époque. Par exemple, il figure dans un article "les pierres qui tombent du ciel" de 1873.       

#### Circonstances et lieu de l'observation
Le lieutenant Aylesbury exerça dans la Royal Navy sous l'ère victorienne (1815-1905). Il fut sous les ordres du Gouvernement des Indes et fut désigné en juin 1855 comme superintendant de la flotte de bateaux à vapeur d'Irrawaddy pendant douze mois. En juillet 1856, Lord Dalhousie nomma le lieutenant Aylesbury "Master-attendant" et "marine magistrate" pour Bassein (de nos jours, Pathein) et la Dalhousie.       
Il observa le 27 décembre 1857 la fragmentation d'un bolide dans le ciel dans les Indes orientales en Birmanie. D'après la revue "La Nature: revue des sciences et de leurs applications aux arts et à l'industrie, Volume 1" de 1873, le dessin réalisé par le lieutenant Aylesbury fut repris par Wilhelm Karl von Haidinger qui réalisa une étude sur l'observation.        

#### Description de la météorite
Une pierre d'un poids de 6,05 kg désignée "Quenggouk" (nouvelle graphie de "Quenngouck") a été retrouvée dans le bassin d'Irrawaddy qui est le principal cours d'eau de la Birmanie. On peut retrouver le lieu exact de la météorite sur le site de the meteoritical society. La météorite "Quenggouk" est en effet référencée dans le bulletin officiel de the meteoritical society fondée en 1933 qui référence les météorites du monde entier.        
On peut voir aussi une photo de la météorite sous le nom "Queng-gouk" sur le site du Geological Survey of India prise le 9 juillet 2016. C'est une météorite de type chondrite.               

### Toungouska (Russie), le 30 juin 1908
Dans la matinée du 30 juin 1908 (correspondant au 17 juin du calendrier julien, alors en usage dans l'Empire russe), une boule de feu explose au-dessus de la rivière Toungouska Pierreuse dans une région peu peuplée du plateau de Sibérie centrale. L'hypothèse la plus plausible est la désagrégation d'un météoroïde à une altitude comprise entre 5 et 10 kilomètres. L'événement détruit intégralement la forêt dans un rayon de plus de 20 km et fait des dégâts sur plus de 100 km à la ronde.

### Sikhote-Aline (URSS), le 12 février 1947
La météorite tomba dans les montagnes de Sikhote-Aline, province maritime de l'URSS, près du village de Passeka, à 10 h 28 du matin.
Des témoins ont vu une boule de feu, venant du Nord, plus lumineuse que le soleil. La trajectoire du bolide devait être inclinée de 40°, sa vitesse approximative de 12,4 km/s et sa masse avant son entrée atmosphérique de 100 tonnes. La météorite a commencé à se fragmenter en plusieurs morceaux et, vers 5,6 km d'altitude, la masse principale s'est elle-même violemment fragmentée, laissant derrière elle une traînée de poussière sur 35 km. L'onde de choc a été vue et entendue jusqu'à 300 km.

Korneï Chvets témoigne : 
« J'ai vu une boule de feu bleue et des petits traits de feu derrière l'objet principal, les fenêtres ont tremblé, nous avons eu très peur. J'avais 17 ans, à l'époque je pensais à une bombe atomique américaine. C'était peu après Hiroshima… »
L'artiste Medvedev a peint le bolide d'après sa propre observation.
La météorite s'est écrasée dans la forêt en des milliers de morceaux, dont le plus gros a creusé un cratère de 28 m de diamètre pour 6 m de profondeur. À ce jour, plus de 27 tonnes de ces débris ont été retrouvées.

### Příbram(Tchécoslovaquie), le 7 avril 1959
Il s'agit là du premier bolide à avoir été photographié.
Grâce au premier réseau de caméras destiné à l'étude des météores (piloté par l'observatoire d'Ondřejov), les deux stations de Ondřejov et Prčice ont enregistré l'événement. Les images des bolides sont très importantes pour déterminer la trajectoire, la dynamique et l'origine du météoroïde ainsi que la chute possible de la météorite.
L'équipe de l'observatoire en a déduit entre autres :
- sa vitesse d'entrée atmosphérique, de 20,88 km/s ;
- son altitude terminale, de 13 km et s'étant cassé en 17 morceaux ;
- le point de chute des fragments.

Ainsi, deux jours après, le 9 avril 1959, un premier morceau de 4,425 kg est retrouvé à Příbram. Cette découverte a permis pour la première fois de recouper les données du météore et du corps extraterrestre. Plus tard, en 2002, le bolide de Neuschwanstein sera photographié par le réseau de caméras. Le calcul de l'orbite du météoroïde montrera qu'il a la même orbite. C'est la première preuve d'un courant astéroïdal.[réf. nécessaire]

### États-Unis/Canada, le 10 août 1972
À 14 h 30, une boule de feu très brillante est apparue dans le ciel de l'Ouest américain. L'objet a été observé par de nombreuses personnes et même par un satellite de veille infrarouge de l'US Air Force (des satellites employés à la base pour détecter des traînées de chaleur émanant de départs de missiles balistiques en provenance de l'URSS).
Linda Baker, en vacances ce jour-là dans le parc national de Yellowstone, filma avec sa caméra super-8 26 secondes de course au-dessus du lac Jackson. Le bolide traversa le ciel du sud au nord pendant 1 min 41 s, sur plus de 1 500 km. Il s'avère que l'objet, d'angle de faible incidence, n'a que peu pénétré dans l'atmosphère et est reparti dans l'espace. Il n'est descendu que jusqu'à 58 km d'altitude. D'après les calculs, le météoroïde avait une énergie cinétique égale à la bombe nucléaire d'Hiroshima : un impact au sol aurait fait des dégâts considérables.

### Tchécoslovaquie/Pologne, le 13 octobre 1990
Le météoroïde EN131090 du 13 octobre 1990 a effleuré l'atmosphère terrestre au-dessus de la Tchécoslovaquie et de la Pologne, avant de retourner dans l'espace au bout de quelques secondes. Sa trajectoire a été la première à avoir été enregistrée à partir de deux positions géographiques éloignées. Cette observation a permis de calculer plusieurs de ses caractéristiques orbitales. Sa rencontre avec la Terre a ainsi significativement modifié son orbite et certaines de ses propriétés physiques.

### Peekskill(États-Unis), le 9 octobre 1992
À 19 h 48 (heure locale), une boule de feu plus brillante que la Lune apparaît dans l'ouest de la Virginie. La météorite traverse les États-Unis en direction de New York sur 700 kilomètres et finit sa course à Peekskill, un fragment détruisant une voiture en stationnement.
C'est un évènement majeur, le météore sera un des plus filmés de l'histoire des bolides. Quinze vidéos amateurs ont enregistré le phénomène. Michelle Knapp était dans sa maison du 207 Weels Street à Peekskill, lorsqu'un fragment de la météorite de 12,4 kg défonça le coffre de sa Chevrolet Malibu à plus de 300 km/h, avec un bruit fracassant.
Le bolide survola l'Ouest américain pendant 40 s à 14,7 km/s, d'une faible incidence de 3.4°. La plupart des gens décrivirent une coloration verdâtre et une luminosité comparable à la Lune (Magnitude -13). Un détail remarqué fut le bruit. D'après de nombreux témoignages insolites, il est établi que le bolide a généré des sons électrophoniques. Patsy Keith et sa famille étaient à l'intérieur de leur voiture, près d'Altoona en Pennsylvanie, et décrivirent le son tel un crépitement, comme des étincelles. Ce « crépitement » dura 10 s et fut audible plusieurs secondes après la première fragmentation.
La météorite, pourtant de famille commune : une achondrite type H6, est une des plus recherchées par les collectionneurs, les cotations peuvent atteindre entre 60 et 100 $/g[réf. nécessaire].

### Tcheliabinsk (Russie), le 15 février 2013
Le météore de Tcheliabinsk s'est manifesté le matin du 15 février 2013 dans le sud de l’Oural, au-dessus de l'oblast de Tcheliabinsk. La masse du bolide est estimée à dix mille tonnes, et l'onde de choc liée à sa pénétration atmosphérique a engendré blessés et dégâts matériels. Plusieurs impacts au sol ont été identifiés. De nombreuses vidéos ont enregistré le phénomène grâce au large usage des dashcam en Russie.

### Yunnan (Chine), le 4 octobre 2017
Le 4 octobre 2017, un météroïde est observé au-dessus de la province du Yunnan en Chine lors de la fête de la mi-automne. Visible pendant 8 secondes, il faisait entre 2,2 et 3,6 m de large.

## Les bolides dans l'histoire

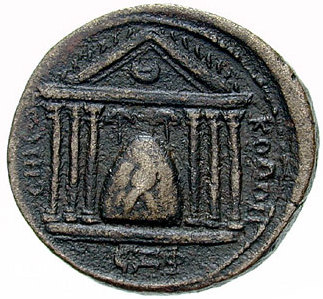
Revers d'une monnaie d'Uranius Antoninus (vers 253) représentant le temple du dieu solaire Élagabal à Émèse et son bétyle nommé Pierre noire d'Émèse. Les bétyles ou leurs représentations étaient nombreux dans les religions de l'Antiquité.

L'histoire a retenu la survenue de nombreux bolides, lesquels ont souvent été vus par les humains comme des signaux divins (image ci-contre) ; ils sont alors nommés bétyles.

## Dans la culture populaire
Le terme de bolide est souvent employé pour caractériser un véhicule roulant à vive allure. Généralement, sa conduite apparaît alors comme dangereuse. Dans les médias, le terme de bolide revient souvent lorsque ce véhicule a créé un accident qui a occasionné de gros dégâts.

## Galerie des observations

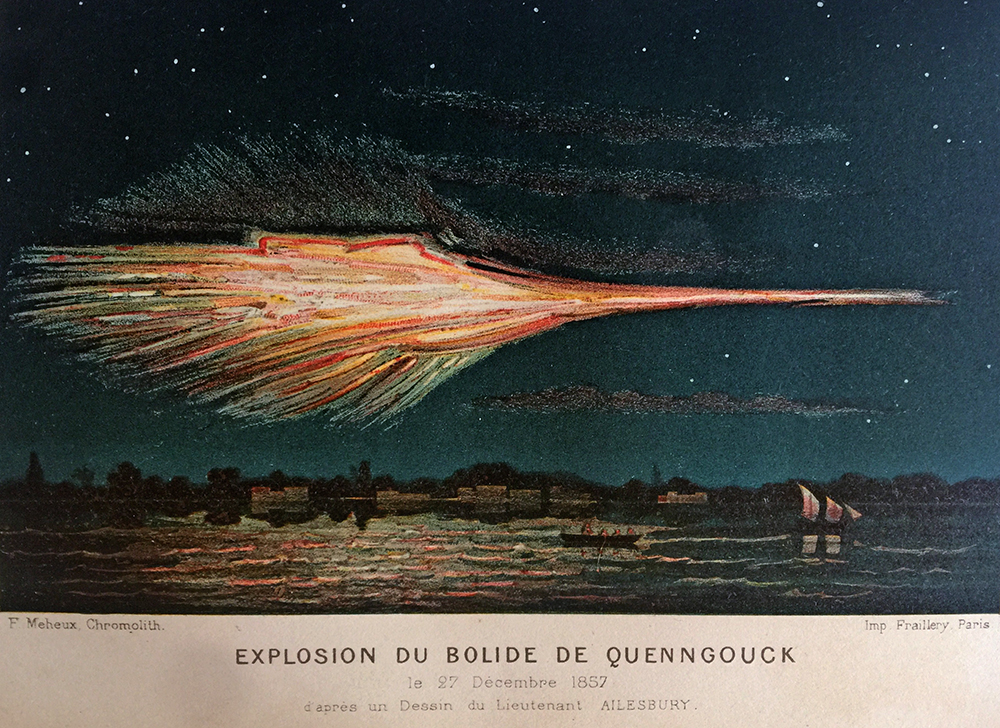
Fragmentation du bolide de Quenngouck en 1857
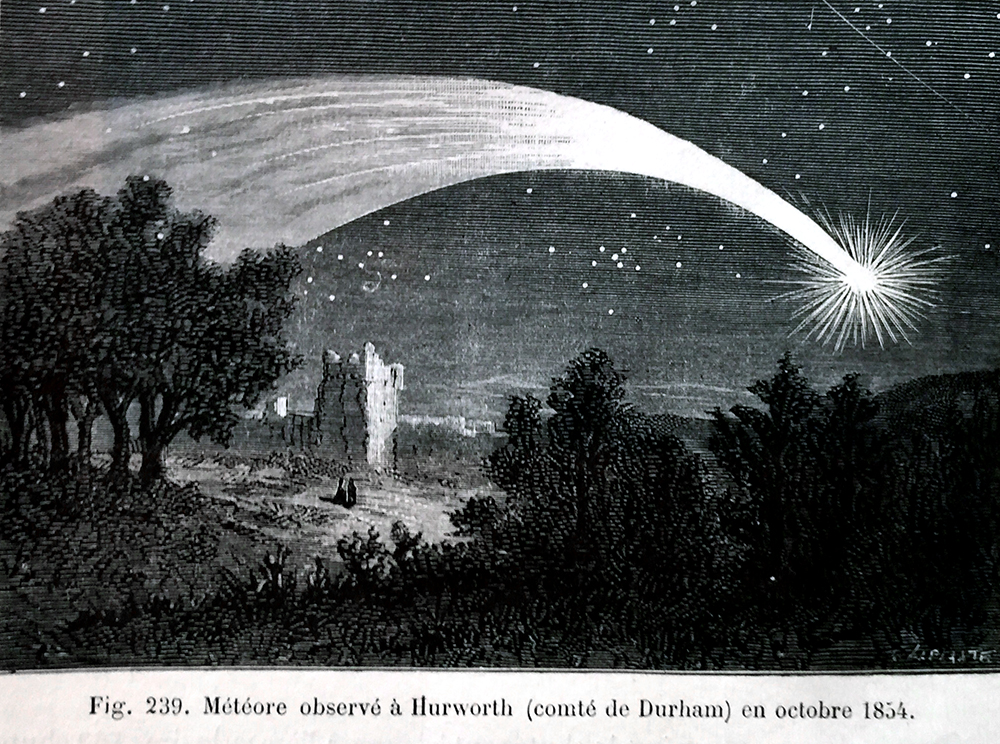
Météore observé à Hurworth en 1854
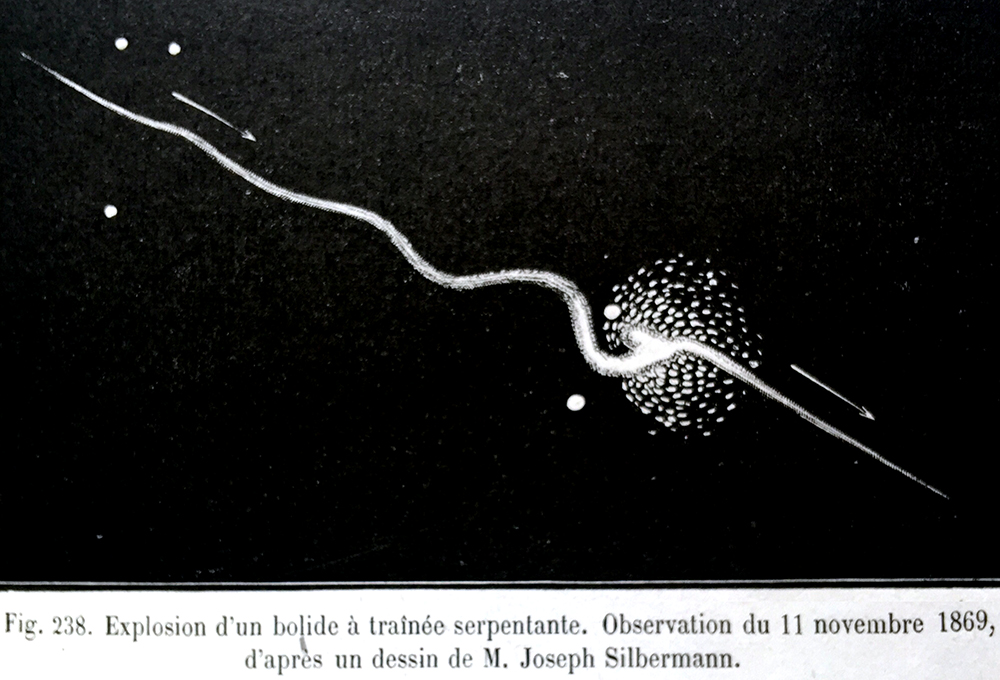
Observation d'un bolide à traînée serpentante en 1869

## Galerie des bolides en art

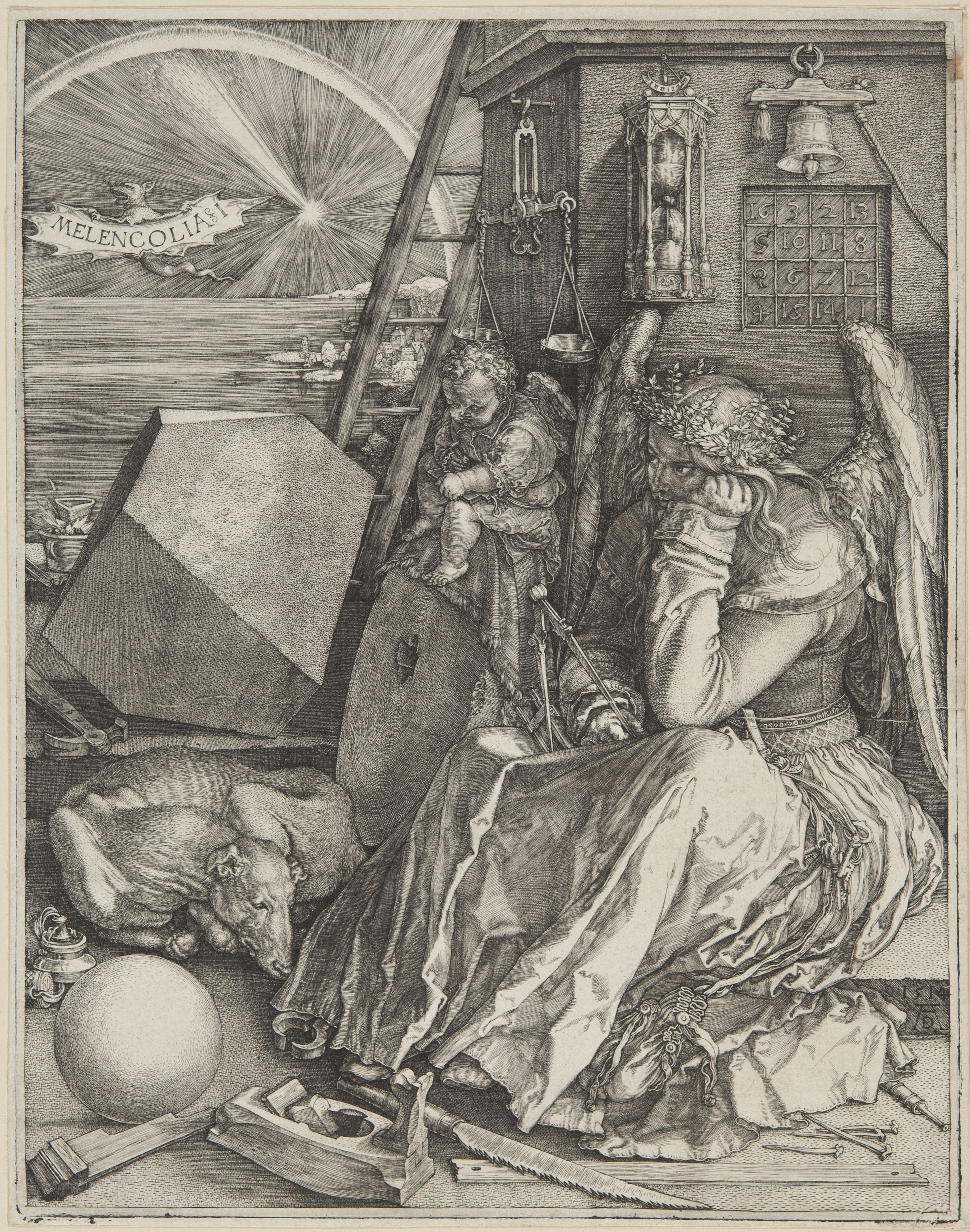
Melencolia de Dürer - XVIIe siècle
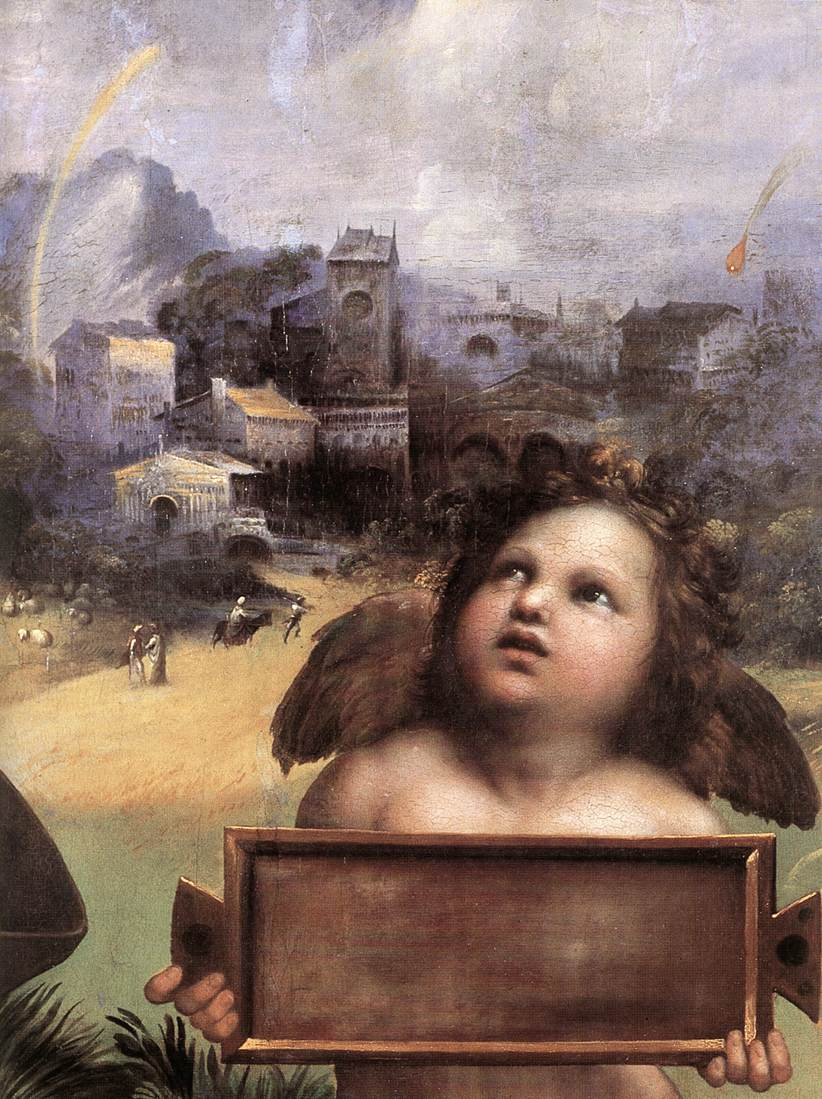
Madonna di Foligno de Raphaël - XVIe siècle